# Червоненский сельский совет (Гуляйпольский район)
Червоненский сельский совет (укр. Червоненська сільська рада) — входит в состав
Гуляйпольского района
Запорожской области
Украины.
Административный центр сельского совета находится в 
с. Червоное.

## История
- 1958 — дата образования.

## Населённые пункты совета
- с. Червоное
- с. Степановка